# 視羆
視羆（しひ、368年? - 400年?）は、吐谷渾の首長。

## 生涯
視連の長男として生まれた。視連が死去すると、視羆が後を嗣いだ。その性格は英明果断で、非凡な計略を抱いていたとされる。視羆は秣馬厲兵を率いて中国と争いたいと博士の騫苞に相談したこともあった。西秦の乞伏乾帰が使者を派遣して使持節・都督龍涸以西諸軍事・沙州牧に任じ、白蘭王に封じたが、視羆は受けなかった。乞伏乾帰の怒りを買い、398年に乞伏益州の攻撃を受けて大敗し、白蘭に撤退した。西秦に遣使して謝罪し、方物を貢献して、子の宕豈を人質として送った。在位11年して死去した。享年は33。弟の烏紇提が後を嗣いだ。

## 子女
- 樹洛干
- 阿豺
- 吐護真
- 宕豈

## 参考資料
- 『晋書』四夷伝
- 『宋書』鮮卑吐谷渾伝
- 『魏書』吐谷渾伝
- 『北史』四夷伝下